# Marwa Amri
Marwa Al-Amri – (8 de enero de 1989) es una deportista tunecina que compite en lucha libre. Participó en tres Juegos Olímpicos de Verano. Ganó una medalla de bronce en Juegos Olímpicos de Río de Janeiro 2016, consiguió un octavo puesto en Juegos Olímpicos de Londres 2012 y un 14.º puesto en Juegos Olímpicos de Pekín 2008.
Obtuvo una medalla de bronce en los Juegos Panafricanos de 2015. Ha ganado nueve medallas en el Campeonato Africano entre los años 2008 y 2016. Obtuvo una medalla de plata en los Juegos Mediterráneos de 2009 y 2013. 

## Palmarés internacional
| Juegos Olímpicos     | Juegos Olímpicos                  | Juegos Olímpicos  | Juegos Olímpicos |
| Año                  | Lugar                             | Medalla           | Categoría        |
| -------------------- | --------------------------------- | ----------------- | ---------------- |
| 2016                 | Pekín (Brasil)                    | Medalla de bronce | 58 kg            |
| Juegos Panafricanos  |                                   |                   |                  |
| Año                  | Lugar                             | Medalla           | Categoría        |
| 2015                 | Brazzaville (República del Congo) | Medalla de bronce | 58 kg            |
| Campeonato Africano  |                                   |                   |                  |
| Año                  | Lugar                             | Medalla           | Categoría        |
| 2008                 | Túnez (Túnez)                     | Medalla de plata  | 55 kg            |
| 2009                 | Casablanca (Marruecos)            | Medalla de oro    | 55 kg            |
| 2010                 | El Cairo (Egipto)                 | Medalla de oro    | 55 kg            |
| 2011                 | Dakar (Senegal)                   | Medalla de oro    | 55 kg            |
| 2012                 | Marrakech (Marruecos)             | Medalla de oro    | 55 kg            |
| 2013                 | Yamena (Chad)                     | Medalla de oro    | 55 kg            |
| 2014                 | Túnez (Túnez)                     | Medalla de oro    | 55 kg            |
| 2015                 | Alejandría (Egipto)               | Medalla de oro    | 58 kg            |
| 2016                 | Alejandría (Egipto)               | Medalla de oro    | 58 kg            |
| Juegos Mediterráneos |                                   |                   |                  |
| Año                  | Lugar                             | Medalla           | Categoría        |
| 2009                 | Pescara (Italia)                  | Medalla de plata  | 55 kg            |
| 2013                 | Mersin (Turquía)                  | Medalla de plata  | 55 kg            |